# Кароліна-Шорс (Північна Кароліна)
Кароліна-Шорс (англ. Carolina Shores) — місто (англ. town) в США, в окрузі Брансвік штату Північна Кароліна. Населення — 4588 осіб (2020).

## Географія
Кароліна-Шорс розташована за координатами 33°54′29″ пн. ш. 78°34′23″ зх. д. / 33.90806° пн. ш. 78.57306° зх. д. (33.907949, -78.573110).  За даними Бюро перепису населення США в 2010 році місто мало площу 6,63 км², з яких 6,62 км² — суходіл та 0,01 км² — водойми.

## Демографія
Згідно з переписом 2010 року, у місті мешкало 3048 осіб у 1555 домогосподарствах у складі 1087 родин. Густота населення становила 460 осіб/км².  Було 1981 помешкання (299/км²).
Расовий склад населення:
| - 95,9 % — білих - 1,6 % — чорних або афроамериканців - 0,5 % — азіатів - 0,3 % — корінних американців - 0,1 % — вихідців з тихоокеанських островів |

До двох чи більше рас належало 0,9 %. Частка іспаномовних становила 2,1 % від усіх жителів.
За віковим діапазоном населення розподілялося таким чином: 7,2 % — особи молодші 18 років, 43,2 % — особи у віці 18—64 років, 49,6 % — особи у віці 65 років та старші. Медіана віку мешканця становила 64,9 року. На 100 осіб жіночої статі у місті припадало 87,8 чоловіків;  на 100 жінок у віці від 18 років та старших — 87,0 чоловіків також старших 18 років.
Середній дохід на одне домашнє господарство  становив 52 611 долар США (медіана — 49 024), а середній дохід на одну сім'ю — 62 303 долари (медіана — 63 011). Медіана доходів становила 32 245 доларів для чоловіків та 28 008 доларів для жінок. За межею бідності перебувало 9,9 % осіб, у тому числі 0,0 % дітей у віці до 18 років та 4,0 % осіб у віці 65 років та старших.
Цивільне працевлаштоване населення становило 1038 осіб. Основні галузі зайнятості: роздрібна торгівля — 33,3 %, мистецтво, розваги та відпочинок — 24,7 %, науковці, спеціалісти, менеджери — 13,0 %, освіта, охорона здоров'я та соціальна допомога — 10,0 %.